# Mangelernährung
Mangelernährung ist die Bezeichnung für eine ungenügende oder falsch zusammengestellte Ernährung, die im Gegensatz zur Diät nicht ärztlich verordnet (indiziert) ist.

## Formen
Bei der Mangelernährung unterscheidet man grundsätzlich quantitative Form (Unterernährung) und eine qualitative Form (Fehlernährung), aber es gibt auch Mischformen, aufgrund von Nahrungsmittelunverträglichkeiten oder konsumierenden Erkrankungen, die die Ernährung erschweren.

### Quantitative Mangelernährung (Unterernährung)
Die quantitative Mangelernährung (Unterernährung) ist vor allem in den Entwicklungsländern weit verbreitet. Der Energiebedarf der Menschen wird durch die Nahrung nicht gedeckt. Unterernährung kann, besonders im Kindesalter, zum Zurückbleiben in der körperlichen und geistigen Entwicklung (Retardierung), zu schweren Krankheiten (Dystrophie) und im Extremfall zum Tod führen. Damit einhergehend leiden Betroffene meist unter Eiweiß-, Fett-, Vitamin- und Mineralstoffmangel.
Daneben kommt in den Industrieländern häufig Unterernährung durch Essstörungen (Anorexia nervosa, Bulimia nervosa, Orthorexie) vor. Auch ältere, allein lebende Menschen und Patienten in Alten- und Pflegeheimen sowie Obdachlose sind gefährdet.
Jörg Baten, Dorothee Crayen und Hans-Joachim Voth analysierten die Langzeitfolgen von Mangelernährung und fanden 2014 nicht nur Hinweise auf Auswirkungen auf die kognitiven (Rechen-)Fähigkeiten, sondern auch auf die späteren Beschäftigungsmöglichkeiten der Betroffenen.

### Qualitative Mangelernährung (Fehlernährung)
Die qualitative Mangelernährung (Fehlernährung) bedeutet eine Unterversorgung mit Vitaminen- und Mineralstoffen. Bei Kindern erfolgt eine verzögerte körperliche und geistige Entwicklung, die irreparabel sein kann. Häufig essen Fehlernährte zu wenig Obst und Gemüse (enthält Vitamine), Milchprodukte (enthalten Calcium), Seefisch (enthält Jod) und Vollkornbrot, Hülsenfrüchte und Kartoffeln (enthalten Ballaststoffe). Besonders bequeme Menschen oder solche unter Zeitdruck neigen zu Fehlernährung mit Dosen- oder Fertiggerichten und verzichten hiermit auf ausgewogene Ernährung, wenn sie fehlende Nahrungsbestandteile nicht anderweitig ausgleichen. Fehlernährung kann zu häufigen Infekten (Schnupfen, Erkältungen usw.), zu Verstopfung, zu Jodmangel und Knochenentkalkung (Osteoporose) führen. Fehlernährung kommt außer in Entwicklungsländern auch häufig in Alten- und Pflegeheimen sowie bei allein lebenden Menschen (Singles), bei Obdachlosen und sonstiger sozialer Armut vor.

### Dehydratation
Ebenfalls zur Fehlernährung gehört die Dehydratation, also der unzureichende Flüssigkeitsausgleich bei krankheitsbedingtem oder durch Körperausdünstungen (z. B. beim Schwitzen) zustande gekommenen Flüssigkeitsverlust. Eine Dehydratation kann zum Schlaganfall oder zu Blutarmut und damit zum Tode führen, darum ist es wichtig, rechtzeitig gegenzusteuern.

## Interventionsmöglichkeiten
Voraussetzungen
Der von Mangelernährung Betroffene muss der Intervention zustimmen. Für Künstliche Ernährung bei Hungerstreik und Demenz müssen rechtliche Regeln beachtet werden.
Intervention bei Mangelernährung durch fehlende Nahrung erfolgt in Entwicklungsländern und Katastrophengebieten durch Hilfsprogramme wie das Welternährungsprogramm der Vereinten Nationen.
Intervention bei Fehlernährung kann durch Schulung und Aufklärung der Betroffenen und im Falle von Heimen und Pflegeeinrichtungen des Pflegepersonals/der Heimleitung über das Missverhältnis zwischen Nährstoffzufuhr und Nährstoffbedarf entgegengewirkt werden.
Kriterien
Als Faustformel gelten der Body-Mass-Index und die Leitlinien der Deutschen Gesellschaft für Ernährungsmedizin (DGEM): Bei der Flüssigkeitszufuhr kann man sich nach folgenden Leitlinien richten: Der tägliche Normalbedarf eines Menschen beträgt 25 ml/kg. In südlichen Ländern bzw. bei Leistungssportlern sind jeweils 5 ml/kg zusätzlich zu veranschlagen.
Neben einer besseren Ernährung mit ausreichend Zufuhr von Energie (Brennwert), Vitaminen und Mineralstoffen (Mengen- und Spurenelemente) zeigte eine Studie an Kindern in Malawi, dass eine zusätzliche antibiotische Therapie die Gewichtszunahme verbessert und die Mortalität senkt.

## Risikogruppen
Zu den Risikogruppen zählen vor allem Arme, alte Menschen und Kinder.
Arme
Armut erhöht das Risiko von Mangelernährung.
Alte
Mangelernährung kann bei alten Menschen auf verschiedene Ursachen zurückgehen. Zum einen lassen im Alter der Geschmacks- und der Geruchssinn nach, so dass die Betroffenen oft weniger Appetit verspüren. Darüber hinaus senken wenig Bewegung, wenig frische Luft und ein abnehmendes Durstempfinden das Hungergefühl. Vor allem aber können auch Erkrankungen und Medikamente den Appetit maßgeblich beeinträchtigen. Die Betroffenen geraten so leicht in einen Teufelskreis: aufgrund von Erkrankungen essen sie weniger, wodurch dem Körper Nährstoffe fehlen. Dadurch wiederum steigt dann die Anfälligkeit für Krankheiten.
Kinder
Bei Kindern stellt sich eine Mangelernährung schnell ein, weil sie über sehr kleine Protein- und Energievorräte verfügen. Ein Kind mit 10 kg Körpergewicht verbraucht beispielsweise ein Drittel seiner Proteinvorräte in fünf Tagen. Bei einem Erwachsenen ist der gleiche Anteil hingegen erst nach 21 Tagen aufgebraucht. Im Falle einer Erkrankung, während der die Nährstoffzufuhr reduziert oder unterbrochen wird, kann der Ausfall an Nährstoffen also nur bedingt und über einen vergleichsweise kurzen Zeitraum mit den Körperreserven kompensiert werden. Eine Mangelernährung von Schwangeren, Säuglingen und Kleinkindern ist besonders problematisch, da in den ersten Jahren die Grundlagen für die Gesundheit, das Wachstum und die neurologische Entwicklung über die gesamte Lebensspanne hinweg geschaffen werden.

## Vorkommen

### Mangelernährung in Europa
Schätzungen zufolge besteht bei fünf Prozent der Bevölkerung in Europa die Gefahr einer Mangelernährung. Wesentlich höhere Zahlen wurden wiederholt aus verschiedenen Pflegesituation gemeldet, insbesondere bei älteren Menschen, von denen mindestens 10 Prozent von Mangelernährung betroffen oder gefährdet sind. Die durch Mangelernährung verursachten Kosten in Europa wurden im Jahr 2009 auf mindestens 170 Milliarden Euro jährlich geschätzt.
Verschiedene Studien aus mehreren europäischen Ländern haben die Häufigkeit von Mangelernährung von Patienten bei der Aufnahme (Inzidenz) ins Krankenhaus oder während des Aufenthalts dort (Prävalenz) untersucht. Ein im Jahr 2009 durchgeführtes Review, das Studien mit Daten von insgesamt 60.000 Patienten ausgewertet hat, ergab als gewichtetes Mittel 21 Prozent für die Inzidenz-Studien und 37 Prozent für die Prävalenz-Studien. Hinsichtlich der unterschiedlichen Zahlen ist zu beachten, dass in den beiden Datensätzen weder die gleichen Patientengruppen noch die gleichen Methoden verwendet wurden.

### Mangelernährung in den USA
Nach Angaben des Economic Research Service des USDA litten im Jahr 2022 in den USA 12,8 Prozent der Haushalte (17,0 Millionen) unter Ernährungsunsicherheit, d. h. sie hatten zu manchen Zeiten des Jahres Schwierigkeiten, alle Haushaltsangehörigen ausreichend mit Nahrungsmitteln zu versorgen, weil sie nicht über genügend finanzielle Mittel verfügten. In diesen Haushalten leben schätzungsweise 44,2 Millionen Menschen. In diese Zahlen eingeschlossen sind die 6,8 Millionen Haushalte (5,1 Prozent aller Haushalte) mit einer sehr geringen Ernährungssicherheit, wo die Haushalte angaben, regelmäßig Mahlzeiten auszulassen oder die Nahrungsaufnahme zu reduzieren, weil sie sich nicht mehr Lebensmittel leisten konnten. 
Unter den Haushalten mit Kindern waren 8,8 Prozent (3,3 Millionen Haushalte) zeitweise von Ernährungsunsicherheit betroffen. Diese Haushalte waren zeitweise nicht in der Lage, ihren Kindern ausreichend nahrhafte Lebensmittel zur Verfügung zu stellen. In diesen Haushalten leben 7,3 Millionen Kinder. In 381.000 Haushalten waren neben den Erwachsenen auch Kinder von einer sehr geringen Ernährungssicherheit betroffen. Diese Haushalte berichteten, dass die Kinder hungrig waren, eine Mahlzeit ausließen oder einen ganzen Tag lang nichts aßen, weil nicht genug Geld für Lebensmittel vorhanden war. In diesen Haushalten leben 1,1 Prozent aller Kinder (783.000) in den USA.